# Laktuloza
Laktuloza – organiczny związek chemiczny z grupy syntetycznych disacharydów, złożony z galaktozy połączonej z fruktozą.
Laktuloza może powstawać m.in. z przekształcenia laktozy pod wpływem wysokiej temperatury (np. w procesie UHT).

## Zastosowanie
Laktuloza nie ulega trawieniu w jelicie cienkim, a jednocześnie jest wchłaniana w niewielkim stopniu (wchłonięta jest wydalana z moczem w niezmienionej formie). W jelicie grubym flora bakteryjna rozkłada ją do dwutlenku węgla i kwasów organicznych, które zwiększają ilość wody w jelicie grubym, co pobudza perystaltykę. Dodatkowo laktuloza powoduje zakwaszenie treści jelita grubego, co prowadzi do zmniejszenia stężenia amoniaku we krwi (przekształcony do jonów amonowych). Substancja o działaniu łagodnie przeczyszczającym, stosowana w leczeniu zaparć i encefalopatii wątrobowej.
W dawkach terapeutycznych nie powoduje znanych skutków ubocznych. Przeciwwskazania: niedrożność jelit, nietolerancja laktozy, galaktozemia.